# Unione dei Verdi e degli Agricoltori
L'Unione dei Verdi e degli Agricoltori (in lettone: Zaļo un Zemnieku savienība, ZZS) è una federazione di partiti politici ruralisti, conservatori (ed in passato euroscettici) attiva in Lettonia dal 2002.
Essa comprende:
- il Partito Verde di Lettonia (in lettone: Latvijas Zaļā partija, LZP);
- l'Unione degli Agricoltori della Lettonia (in lettone: Latvijas Zemnieku savienība, LZS);
- i due piccoli partiti regionali Per la Lettonia e Ventspils[12] e Partito di Liepāja.

Il leader dell'alleanza fu, dal 2015 al 2019, Raimonds Vējonis, del Partito Verde, che fu presidente della Lettonia proprio in quel periodo.
Il ZZS ha avuto il primo capo del governo al mondo, Indulis Emsis (Primo Ministro della Lettonia nel 2004), e il primo capo di Stato, Raimonds Vējonis (Presidente della Lettonia 2015-19), ad essere affiliati ad un partito verde.

## Storia

### Origini
La formazione si presenta per la prima volta alle elezioni parlamentari del 2002, in cui ottenne il 9,5% dei voti. Il 9 marzo 2004 Indulis Emsis, membro del Partito Verde di Lettonia, diventa Primo ministro di Lettonia, rimanendo in carica fino al 2 dicembre.

### Le europee e le parlamentari del 2014
Alle elezioni europee del 2014 l'Unione dei Verdi e degli Agricoltori ottiene un seggio al Parlamento europeo, Iveta Grigule, che aderisce gruppo politico dell'EFDD; successivamente passa ai Non iscritti e infine all'ALDE.
In occasione delle elezioni parlamentari del 2014, la coalizione ottiene il 19,7% dei voti. Nel luglio 2015 Raimonds Vējonis, esponente del Partito Verde, si insedia ufficialmente come Presidente della Repubblica.

### Le elezioni parlamentari del 2018
Alle elezioni politiche del 2018, l'Unione dei Verdi e degli Agricoltori ottiene il 9,9% dei voti, perdendo quasi 10 punti percentuali rispetto alle precedenti elezioni ed ottenendo 11 seggi su 100 del Saeima, con un programma incentrato sulla lotta alla corruzione, la spending review nella pubblica amministrazione e la permanenza della Lettonia nell'Unione europea.

## Ideologia
L'Unione dei Verdi e degli Agricoltori — contrariamente agli altri partiti verdi di centrosinistra dell'Europa centrale — si caratterizza per posizioni di centro o, secondo altri, di centrodestra.
Il partito si richiama principalmente al ruralismo e all'euroscetticismo (sia pur non estremo), con alcuni tratti populisti.
Alcuni studiosi ritengono che nell'ideologia del ZZS sia individuabile — soprattutto avendo riguardo al passato — anche un tratto conservatore e nazionalista, con una precisa componente «anti-Occidentale» e di destra radicale.
Inoltre, è stato fatto notare che nel programma del partito per le elezioni del 2006 sono presenti proposte nazionalistiche e anti-liberali. Si legge infatti:
Alcuni membri del partito hanno espresso — nei loro comizi elettorali per le elezioni del 2002 e del 2006 — opinioni omofobe e xenofobe, proponendosi come l'unica forza politica in grado di difendere «non solo i valori della Lettonia, ma anche la [sua] sovranità e indipendenza». Nello stesso periodo hanno fatto parte del partito anche personalità di ideologia antisemita e contrarie alle attività filantropiche dell'imprenditore George Soros.

### Ideologia attuale
Il partito, pur restando contrario all'adozione dell'euro, si è gradualmente attestato su posizioni centriste, anche in campo economico, così ridimensionando l'originario euroscetticismo. Tale mutamento è stato suffragato dall'ingresso di Iveta Grigule, europarlamentare di ZZS, nel gruppo dell'ALDE al Parlamento europeo.
Nell'aprile 2019, in occasione delle elezioni europee, il ZZS manifesta l'intenzione di aderire al gruppo PPE, di ispirazione fortemente europeista e conservatrice. Dallo stesso anno, Dana Reizniece-Ozola — deputata del Saeima ed eletta alla Commissione Cultura, Scienza, Educazione e Media in seno all'Assemblea parlamentare del Consiglio d'Europa — aderisce al gruppo EPP/CD, facente analogamente capo al Partito popolare europeo.
Nondimeno, nel novembre 2019, uno dei membri della coalizione — il Partito Verde di Lettonia (LZP) — è stato espulso dal Partito Verde europeo, per le sue posizioni nazionaliste e critiche nei confronti dei diritti LGBT, nonché a causa dell'opposizione al sistema di divisione "per quote" dei migranti in UE e per aver votato contro l'adozione in Lettonia della Convenzione di Istanbul del Consiglio d'Europa.

## Risultati elettorali
| Elezione          | Voti    | %     | Seggi    |
| ----------------- | ------- | ----- | -------- |
| Parlamentari 2002 | 93.759  | 9,47  | 12 / 100 |
| Europee 2004      | 24.467  | 4,28  | 0 / 9    |
| Parlamentari 2006 | 151.595 | 16,71 | 18 / 100 |
| Europee 2009      | 29.463  | 3,79  | 0 / 8    |
| Parlamentari 2010 | 190.025 | 19,68 | 22 / 100 |
| Parlamentari 2011 | 111.955 | 12,22 | 13 / 100 |
| Parlamentari 2014 | 178.210 | 19,66 | 21 / 100 |
| Europee 2014      | 36.637  | 8,32  | 1 / 8    |
| Parlamentari 2018 | 83.675  | 9,91  | 11 / 100 |
| Europee 2019      | 25.252  | 5,37  | 0 / 8    |